# 連続の方法
バナッハ空間の数学では、連続の方法(method of continuity)は、他の関係している作用素を変換して有界線型作用素を導く充分条件をもたらす。

## 定式化
B をバナッハ空間、V をノルム付きベクトル空間とし、{\displaystyle (L_{t})_{t\in [0,1]}}　を B から V への有界線型作用素のノルム(norm)をもつ連続な族とする。ある定数 C が存在し、すべての {\displaystyle t\in [0,1]} とすべての {\displaystyle x\in B} に対し、
{\displaystyle \|x\|_{B}\leq C\|L_{t}(x)\|_{V}}
が成り立つとすると、{\displaystyle L_{0}} が全射であることと、{\displaystyle L_{1}} が全射であることとは同値である。

## 応用
連続の方法は、楕円型偏微分方程式の適切な正規解の存在を証明するために、アプリオリ評価(a priori estimate)と一緒に使う。

## 証明
{\displaystyle L_{0}} が全射であれば、{\displaystyle L_{1}} が同様に全射であることを示す。
区間 [0,1] を分割し、{\displaystyle \|L_{0}-L_{1}\|\leq 1/(3C)} であることを仮定し、さらに、{\displaystyle L_{0}} は V が B に同型であることを意味するので、V はバナッハ空間である。仮定は、{\displaystyle L_{1}(B)\subseteq V} が閉空間であることを意味する。
{\displaystyle L_{1}(B)\subseteq V} が固有な部分であると仮定する。ハーン-バナッハの定理により、{\displaystyle \|y\|_{V}\leq 1} であり、{\displaystyle \mathrm {dist} (y,L_{1}(B))>2/3} であるような点 {\displaystyle y\in V} が存在する。ここである {\displaystyle x\in B} に対し {\displaystyle y=L_{0}(x)} とし、仮定より {\displaystyle x\in B} であり {\displaystyle ||x||_{B}\leq C||y||_{V}} であるので、
{\displaystyle ||y-L_{1}(x)||_{V}=||(L_{0}-L_{1})(x)||_{V}\leq ||L_{0}-L_{1}||||x||_{B}\leq 1/3,}
となる。これは、{\displaystyle L_{1}(x)\in L_{1}(B)} であるので矛盾が起きる。